# Diga di Gannano
La diga di Gannano è una diga costruita negli anni tra il 1949 e il 1956, sbarra il corso del fiume Agri, presso la località Caprarico, frazione di Tursi e si sviluppa al confine tra i territori dei comuni di Tursi e Stigliano, entrambi nella provincia di Matera.

## Caratteristiche tecniche
Le caratteristiche tecniche sono quelle di una diga in muratura, a gravità e a paratoie mobili con soglia tracimante. Il muro ha un'altezza di 18 metri, una lunghezza alla base di 161,50 metri e una lunghezza in cima di 204 metri.
- Tipo: diga a gravità in muratura con paratoie mobili a soglia tracimante
- Progettazione iniziale:
- Inizio effettivo lavori: 1949
- Costruttore: Consorzio di Bonifica di Bradano e Metaponto
- Fine lavori: 1956
- Altezza complessiva: 18,60 m
- Lunghezza alla base: 161,50 m
- Lunghezza in sommità: 204,00 m
- Livello di massimo invaso: 92,00 m s.l.m.
- Livello di massima piena: 88,00 m s.l.m.
- Livello massimo: 99,00 m s.l.m.
- Capacità di invaso complessiva: 2,6 milioni di m³

## Fauna
A seguito di indagini promosse dalla Regione, nelle acque della diga sono presenti: trota fario, trota iridea, alborella, cavedano, rovella, triotto, carpa (specchi, regina,..), tinca, carassio, pesce gatto, pesce persico, persico trota, scardola, anguilla. Segnalato ma non campionato il luccio..